# Sandoyartunnilin
A Sandoyartunnilin egy tenger alatti közúti alagút Feröeren, amely Streymoy és Sandoy szigetét köti majd össze a Skopunarfjørður alatt. Az alagút ezzel közúti összeköttetést biztosít a két sziget (valamint a Streymoyjal már összekapcsolt többi sziget) között, kiváltva ezzel a Skopun és Gamlarætt között közlekedő 60-as kompot. 2023 végén készült el.
Az alagút iránti igényt alátámasztja, hogy vizsgálják egy új repülőtér megépítésének lehetőségét, melynek egyik lehetséges helyszíne Sandoy szigetén lenne, valamint hogy Suðuroy forgalma is Sandoyon keresztül bonyolódhat.

## Története

### Előkészítés
A Landsverk 2004-ben megvalósíthatósági tanulmányt rendelt meg a Streymoy és Sandoy között létesítendő tenger alatti alagútról; a vizsgálat 2005-ben készült el. Ebben az évben félmillió, 2006-ban 5 millió koronát különített el a költségvetés a megelőző vizsgálatokra. 2007-ben 3 millió korona állt rendelkezésre a további vizsgálatok és a tervezés költségeire. A kutatások célja annak tisztázása volt, hogy lehetséges-e egy ilyen alagút megépítése, és hol húzódna az optimális nyomvonal.
Több nyomvonalváltozatot megvizsgáltak, melyek hossza bő 9 és szűk 12 km között változott. A két fő változat az északi és a déli változat volt:
- Az északi változat Hestur szigete alatt is áthaladt volna, és kapcsolatot biztosított volna a szigettel. Ennek költségét (a lifttel vagy felhajtóval megoldandó hesturi kapcsolattal együtt) 800-900 millió koronára becsülték.
- A déli változat Hestur érintése nélkül kötötte volna össze a két nagy szigetet. A költségek alváltozattól függően 600-660 millió koronára tehetők.

Az északi és a déli fő változat közül a költség-haszon elemzés a délit hozta ki kedvezőbbnek, mivel a hesturi leágazás plusz költsége 150-300 millió korona lett volna, míg egy gyors komphajó vásárlása mindössze 15 millió korona, éves üzemeltetése pedig 2,5 millió.
A déli változaton belül is két alváltozatot vizsgáltak: az „A” változat (9,2 km, 596 millió korona) Gamlarætt és Skopun, a „B” változat (10,5 km, 661 millió korona) Gamlarætt és Traðardalur között húzódik. A „B” megoldás a jelentősebb időmegtakarítások miatt kedvezőbb, bár egyik változat közgazdasági hasznai sem közelítik meg a beruházási költségeket. Végül a Gamlarætt és Traðardalur között húzódó 10,5 km-es változat mellett döntöttek. Az alagút napi forgalma alapesetben mindössze 400 jármű lenne, mely mintegy 700-ra növelhető, ha a suðuroyi kompok nem közvetlenül Tórshavnba, hanem egy kompkikötő megépítésével csak Sandoyig közlekednének.
2008 őszén szeizmikus kutatásokat folytattak a Skopunarfjørðurban Kirkjubøur és Sandoy között, valamint kutatófúrásokat végeztek Traðardalnál.

### Kivitelezés
Az eredeti elképzelések szerint a kivitelezési szerződést 2008 decemberében aláírták volna, és az építkezés 2009 első negyedévében megkezdődhetett volna, lehetővé téve a 2013. januári átadást. Ezt követően az alagútépítési munkálatok tervezett kezdetét 2011-re tolták, de a kormány által 2010 októberében beterjesztett állami költségvetésben egyetlen koronát sem különítettek el rá.
A Løgting 2014-ben egyhangúlag döntött az Eysturoyartunnilin és a Sandoyartunnilin megépítéséről, ami a valaha volt legnagyobb infrastruktúra-fejlesztést jelenti Feröeren. Az állami tulajdonú P/F Eystur- og Sandoyartunlar cég 2016. november 8-án írta alá a kivitelezési szerződést a svéd NCC vállalattal, melynek norvégiai részlege felel majd az alagutak megvalósításáért. A szerződést értelmében először az Eysturoyartunnilint építik meg, és azt követheti a Sandoyartunnilin – amennyiben a feröeri fél nem él azzal a jogával, hogy az utóbbitól visszalépjen. A Sandoyartunnilin építési költsége 0,9 milliárd korona lesz.

## Jellemzők

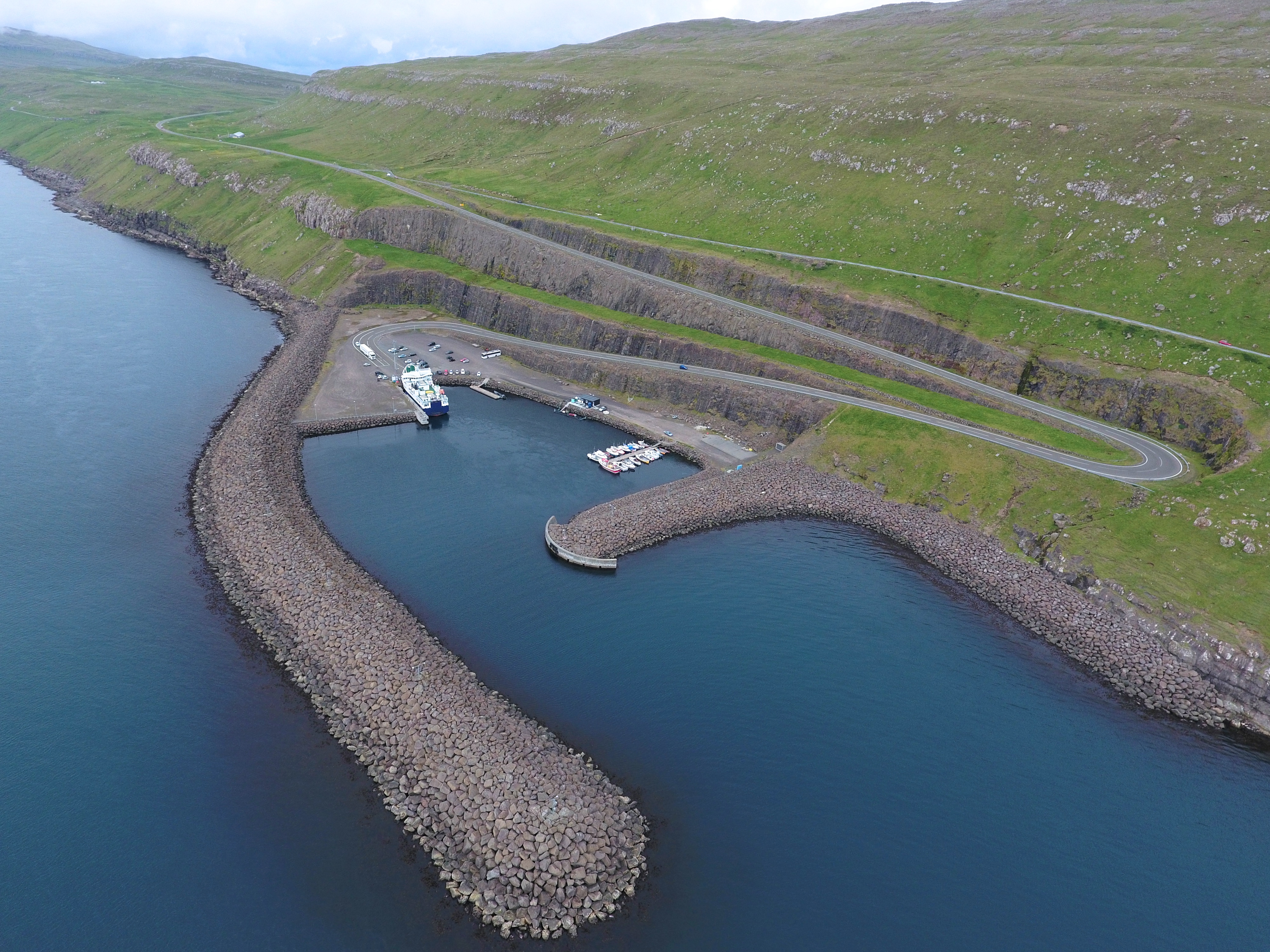
Gamlarætt kikötője

A végleges tervek szerint 11,9 km hosszú alagút északi bejárata Gamlarættnál, a kikötőtől délre lesz; itt 200 m utat kell kiépíteni az alagútig. Innen az alagút kelet felé halad a Kirkjubøhólmurig, és ott fordul dél felé a tenger alatt. A Traðardalurnál tervezett sandoyi kijáratnál 500 m utat kell építeni, és körforgalommal csatlakozik a Skopun és Sandur közötti országúthoz. Az alagút legmélyebb pontja 157 méterrel a tengerszint alatt lesz, és végig legalább 40 méterrel a tengerfenék alatt halad. Legnagyobb meredeksége 5 ezrelék.